# Adversaeschna
Adversaeschna is een geslacht van libellen (Odonata) uit de familie van de glazenmakers (Aeshnidae).

## Soorten
Adversaeschna omvat 1 soort:
- Adversaeschna brevistyla (Rambur, 1842)